# Marie von Kalckreuth

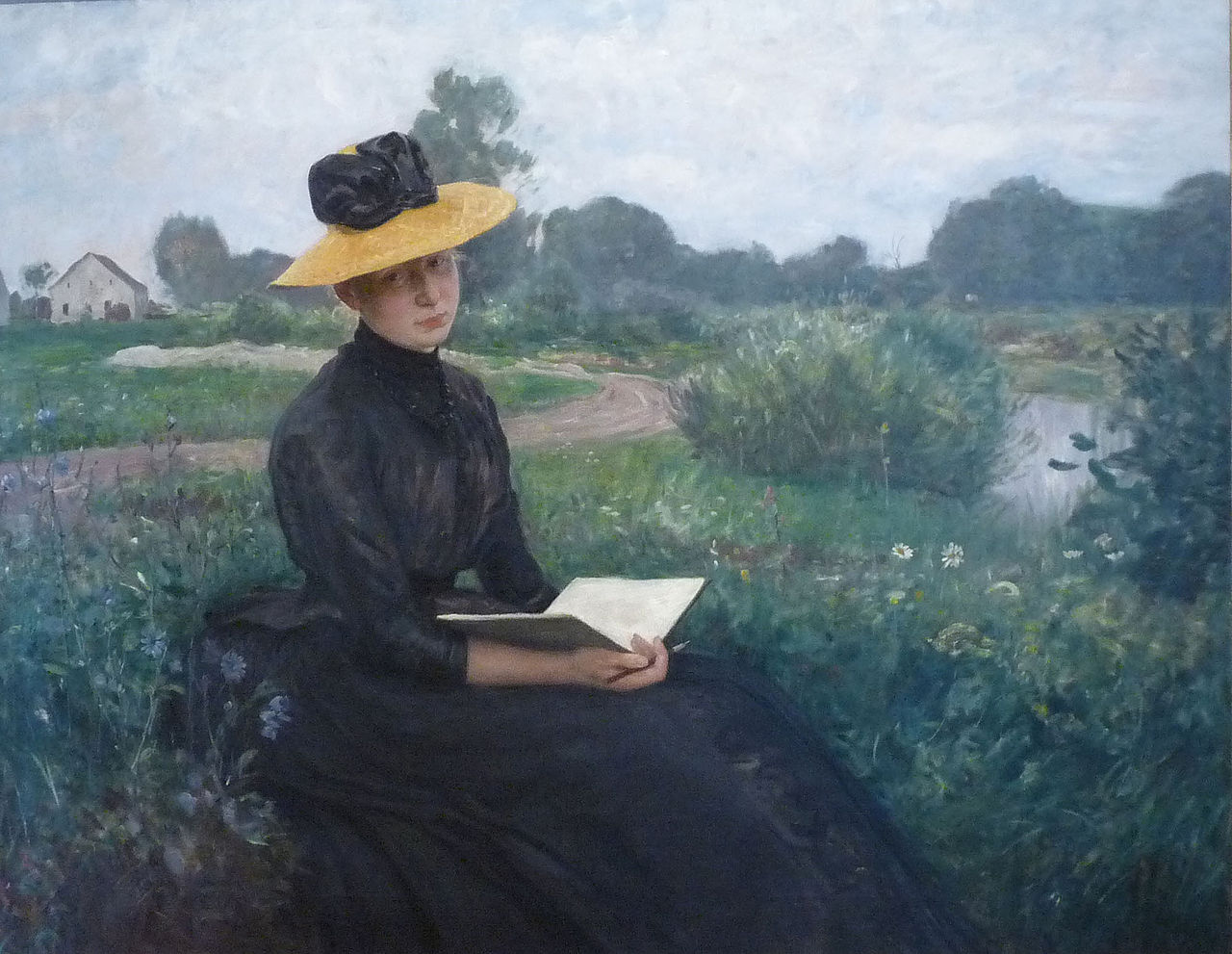
Leopold von Kalckreuth: Porträtgemälde der Maria Gräfin von Kalckreuth (1888)

Marie Louisa Adelheid Gräfin von Kalckreuth (* 30. Dezember 1857 in Düsseldorf; † 13. April 1897 in Dachau) war eine deutsche Malerin.

## Leben
Marie von Kalckreuth wurde Ende 1857 als Tochter des Malers Stanislaus von Kalckreuth (1820–1894) in Düsseldorf geboren. Ihr älterer Bruder Leopold von Kalckreuth (1855–1928) wurde ebenfalls Maler. Kurz nach Maries Geburt zog die Familie nach Weimar, wo sie Kunstunterricht von ihrem Vater erhielt. Ihre Ausbildung zur Malerin setzte sie später in München bei Ernst Zimmermann und Alexander von Liezen-Mayer fort. Kalckreuth wirkte später in München und Dachau und arbeitete hauptsächlich in der Porträtmalerei, vereinzelt auch in der Genremalerei. Viele der von ihr porträtierten Personen stammten aus dem Adel. Otto Brattskoven kommentierte im Thieme-Becker, dass ihre Porträts sich durch „Strenge u. Sachlichkeit“ auszeichnen würden und stilistisch an das Frühwerk von Franz von Lenbach erinnern würden.
Ab den späten 1880er Jahren stellte Kalckreuth mehrere ihrer Gemälde auf großen Kunstausstellungen in Berlin oder München aus, darunter mehrfach im Münchener Glaspalast, 1893 und 1895 auf der Großen Berliner Kunstausstellung und 1896 bei der Münchener Secession. Ihr Genregemälde Dieser nimmt die Sünder an gewann 1893 auf der World’s Columbian Exposition in Chicago eine Silbermedaille und gelangte später in einen Betsaal in Dachau. Ihr Bruder Leopold von Kalckreuth porträtierte sie 1888 als Künstlerin mit Skizzenbuch an der Amper. Marie von Kalckreuth starb im Frühjahr 1897 im Alter von 39 Jahren in Dachau.